# Schaffhauser Jazzfestival
Das Schaffhauser Jazzfestival (auch Jazzfestival Schaffhausen) ist ein Musikfestival, das seit 1990 jährlich in Schaffhausen durchgeführt wird. In vier Tagen werden jeweils Ende Mai rund zehn Formationen des aktuellen Schweizer Jazz im Kulturzentrum Kammgarn und seit einigen Jahren auch im Haberhaus präsentiert. Mitschnitte des Festivals werden im Rundfunk präsentiert.

## Geschichte
Das Festival entstand, weil in Schaffhausen keine Veranstalter für aktuellen Jazz existierten, so dass die Situation für Musiker wie für Fans gleichermassen unbefriedigend war. Die Gitarristen Urs Röllin und Hausi Naef veranstalteten vom 16. bis 19. Mai 1990 das erste Jazzfestival in Schaffhausen. Dort spielten damals die Gruppen von Christoph Stiefel, Heinz Affolter, Irène Schweizer, Ljubo Majstorović, François Lindemann, Giancarlo Nicolai & Regula Neuhaus, sowie Kutteldaddeldu, Pregnant Sakes, das SH Big Band Projekt, Aventure du Pont und Doran-Studer-Burri-Magnenat.
Zum Festival werden in erster Linie Working Bands aus der aktuellen Jazzszene der Schweiz eingeladen. Daneben sollen auch Exponenten präsentiert werden, die für die Entwicklung des Schweizer Jazz eine wichtige Rolle spielen. Bereits seit dem zweiten Festival strahlt Schweizer Radio DRS Konzertaufnahmen aus. Die Besucherzahlen stiegen von 1200 im ersten Jahr auf 1450 (2005), wobei etwa 50 bis 60 % des Publikums aus Schaffhausen kommen.
Seit dem 15. Festivaljahrgang verfügt die Veranstaltung über einen Beirat, dem Musiker wie Jürg Solothurnmann oder Irène Schweizer, Kulturfunktionäre und Politiker angehören. Im Rahmenprogramm finden seit 2005 die «Schaffhauser Jazzgespräche» statt, mit denen Musiker, Journalisten, Produzenten und Veranstalter zusammengebracht werden.
Beim 30-Jahr-Jubiläum 2019 bestellten die Festivalmacher für den Eröffnungsabend eine grosse Auftragskomposition: Stephan Hodels Œuvre für Brassband, Alphörner, Jodler und einen Jazz-Saxofonisten. Weitere Akzente setzten die Pianistin Sylvie Courvoisier und Gitarrist Christy Doran mit ihren Workingbands, sowie die jungen Formationen Taïga (Marc Méan, Matthieu Michel), Raphael Walsers GangArt (mit Jonas Ruther, Niculin Janett, Ganesh Geymeier und Marc Méan), sowie das Quintett Aksham um Elina Duni (mit David Enhco, Fred Pasqua, Florent Nisse, Marc Perrenoud). Zeitgleich mit dem Festival wurde das Archiv des Schaffhauser Jazzfestivals samt Ton- und Bildmitschnitten online geschaltet.

## Diskographische Hinweise
Mitschnitte einiger Konzerte des Festivals sind auf Tonträgern erschienen:
- Michael Gassmann Quartet: Live at the Schaffhausen Jazz Festival, May 1992. Unit Records, 1992.
- Les Diaboliques: Live at the Rhinefalls. Mit Irène Schweizer, Maggie Nicols, Joëlle Léandre. Intakt, 1997.
- Nadelöhr: Merry Melodies. Mit Dominik Burger, Mathias Gloor, Christoph Grab, Christian Strässle. Unit Records, 2000.
- Franziska Baumann & Matthias Ziegler Voices & Tides. Leo Records, 2006.
- Barry Guy / London Jazz Composers' Orchestra / Irène Schweizer: Radio Rondo / Schaffhausen Concert. Intakt, 2008.